# Brunnenthal SO
| SO ist das Kürzel für den Kanton Solothurn in der Schweiz. Es wird verwendet, um Verwechslungen mit anderen Einträgen des Namens Brunnenthal zu vermeiden. |

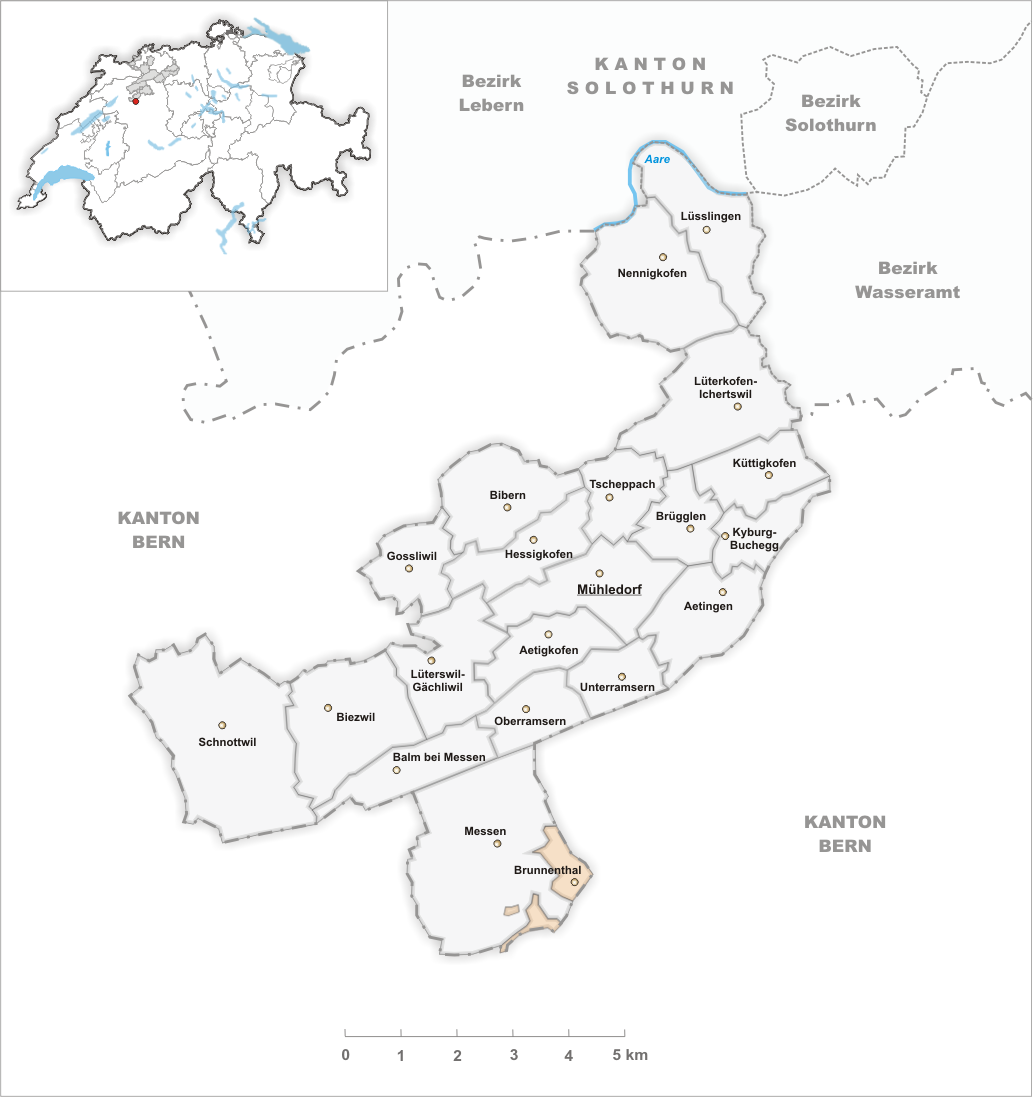
Gemeindestand vor der Fusion am 1. Januar 2010

Brunnenthal ist eine Ortschaft in der Gemeinde Messen im Schweizer Kanton Solothurn.
Auf den 1. Januar 2010 fusionierten die vormaligen Gemeinden Balm bei Messen, Brunnenthal, Messen und Oberramsern zur neuen Gemeinde Messen.

## Geographie
Brunnenthal liegt auf 541 m ü. M., 14 km südsüdwestlich des Kantonshauptortes Solothurn (Luftlinie). Das Dorf erstreckt sich auf einer Kuppe zwischen dem Limpachtal im Norden und dem Tälchen des Mülchibachs im Osten, im nordöstlichen Teil des Rapperswiler Plateaus, im Solothurner Mittelland.
Die Fläche des nur gerade 0,9 km² grossen ehemaligen Gemeindegebiets umfasste einen Abschnitt der Grundmoränenlandschaft des Rapperswiler Plateaus im äussersten Südwesten des Solothurner Mittellandes. Das Gebiet erstreckte sich vom Südrand des Limpachtals südwärts über die Höhe von Brunnenthal bis an den Mülchibach. Ferner gehörten zwei Rodungsinseln als Exklaven zur Gemeinde: Burgsumpf auf dem Plateau (mit 543 m ü. M. die höchste Erhebung von Brunnenthal) südwestlich des Dorfes und Burg am östlichen Talhang des Messibachs. Von der ehemaligen Gemeindefläche entfielen 1997 12 % auf Siedlungen, 9 % auf Wald und Gehölze und 79 % auf Landwirtschaft.
Zu Brunnenthal gehörten mehrere Einzelhöfe. Nachbargemeinden von Brunnenthal waren Messen im Kanton Solothurn sowie Mülchi, Etzelkofen und Scheunen im Kanton Bern.

## Bevölkerung
Mit 203 Einwohnern (Stand 31. Dezember 2008) gehörte Brunnenthal zu den kleinen Gemeinden des Kantons Solothurn. Von den Bewohnern sind 97,4 % deutschsprachig und 2,6 % sprechen Niederländisch (Stand 2000). Die Bevölkerungszahl von Brunnenthal belief sich 1850 auf 266 Einwohner, 1900 auf 214 Einwohner. Im Verlauf des 20. Jahrhunderts wurde durch starke Abwanderung bis 1970 ein Bevölkerungsrückgang um weitere 30 % auf 148 Personen registriert. Erst seit 1990 (153 Einwohner) wurde wieder eine deutliche Bevölkerungszunahme verzeichnet.

## Wirtschaft
Brunnenthal war bis in die zweite Hälfte des 20. Jahrhunderts ein vorwiegend durch die Landwirtschaft geprägtes Dorf. Noch heute haben der Ackerbau und der Obstbau sowie die Viehzucht einen wichtigen Stellenwert in der Erwerbsstruktur der Bevölkerung. Einige weitere Arbeitsplätze sind im lokalen Kleingewerbe und im Dienstleistungssektor vorhanden, unter anderem in einem Malergeschäft. Im Tal des Mülchibachs unterhalb von Brunnenthal befindet sich eine Lehmgrube, die von der Ziegelei Etzelkofen ausgebeutet wird. In den letzten Jahrzehnten hat sich das Dorf auch zu einer Wohngemeinde entwickelt. Viele Erwerbstätige sind deshalb Wegpendler, die hauptsächlich in den Regionen Solothurn und Bern arbeiten.

## Verkehr
Das Dorf liegt abseits der grösseren Durchgangsstrassen an einer Verbindungsstrasse von Messen nach Fraubrunnen. Durch einen Postautokurs, welcher die Strecke vom Bahnhof Jegenstorf nach Messen bedient, ist Brunnenthal an das Netz des öffentlichen Verkehrs angeschlossen.

## Geschichte
Die erste urkundliche Erwähnung des Ortes erfolgte 1396 unter dem Namen Brunental. Seit seiner ersten Nennung unterstand Brunnenthal der Herrschaft Messen, mit der es 1410 an das Stift Solothurn gelangte und in der Folge der Vogtei Bucheggberg zugeordnet wurde. Bis 1798 lag die hohe Gerichtsbarkeit beim bernischen Landgericht Zollikofen, während Solothurn mit dem Gerichtsort Messen die niedere Gerichtsbarkeit ausübte. Nach dem Zusammenbruch des Ancien Régime (1798) gehörte Brunnenthal während der Helvetik zum Distrikt Biberist und ab 1803 zum Bezirk Bucheggberg. Brunnenthal besitzt keine eigene Kirche, es gehört zur Pfarrei Messen. Mit Wirkung auf den 1. Januar 2010 fusionierte Brunnenthal mit Balm bei Messen, Messen und Oberramsern zur neuen Gemeinde Messen.

## Wappen
Geteilt von Rot mit gelbem Weidbrunnen und von Gelb mit grünem Zweiberg.